# Лиза Рижих
Елизавета Рижих (рус. Елизавета Рыжих; Омск, 27. септембар 1988.) је немачка атлетичарка руског порекла која се такмичила у скоку с мотком. Тренирао ју је њен отац Владимир Рижих.

## Биографија
Лиза је победила на Светском првенству за млађе јуниоре 2003. и потом поставила лични рекорд од 4,30 м за злато на Светском јуниорском првенству 2004. са само 15 година.
Рижих је освојила злато на Европском првенству за млађе сениоре (узраст до 23 године старости) у Каунасу. 30. јула 2010. забележила је лични рекорд од 4,65 м на Европском првенству 2010. у Барселони. Тада је освојила бронзану медаљу, прву међународну медаљу у њеној сениорској каријери.
Такмичила се на Олимпијским играма 2012, где је завршила на 6. месту скоком од 4,45 м. Следеће године је завршила на 8. месту на Светском првенству, са скоком од 4,55 м. Следеће године јој је измакла медаља на европском нивоу, прескочивши исту висину (4,60 м) као и освајачице сребрне и бронзана медаље на Европском првенству 2014. Стигла је до финала, али је завршила као последња, на Светском првенству 2015. На Европском првенству 2016. освојила је сребро са најбољим скоком у сезони од 4,70 м. Касније, у августу, стигла је до још једног олимпијског финала у Рију 2016.
На митингу у дворани у Београду 4. марта 2017. прескочила је 4,75 м, постављајући нови лични рекорд у дворани. У Београду је потом освојила сребро на Европском првенству у дворани пресочивши 4.75 метар што је њен апсолутни лични рекорд: највише што је икад прескочила, било на отвореном или у дворани.

## Међународна такмичења
| Година                 | Такмичење                           | Место                           | Позиција               | Дисциплина             | Резултат               | Белешка                |
| Представљајући Немачку | Представљајући Немачку              | Представљајући Немачку          | Представљајући Немачку | Представљајући Немачку | Представљајући Немачку | Представљајући Немачку |
| ---------------------- | ----------------------------------- | ------------------------------- | ---------------------- | ---------------------- | ---------------------- | ---------------------- |
| 2003                   | Светско првенство за млађе јуниоре  | Шербрук, Канада                 | 1.                     | Скок мотком            | 4.05 м                 |                        |
| 2004                   | Светско првенство за јуниоре        | Гросето, Италија                | 1.                     | Скок мотком            | 4.30 м                 |                        |
| 2006                   | Светско првенство за јуниоре        | Пекинг, Кина                    | Квалификације          | Скок мотком            | 4.00 м                 |                        |
| 2007                   | Европско првенство за јуниоре       | Хенгело, Холандија              | 4.                     | Скок мотком            | 4.20 м                 |                        |
| 2009                   | Европско првенство за млађе сениоре | Каунас, Литванија               | 1.                     | Скок мотком            | 4.50 м                 |                        |
| 2010                   | Европско првенство                  | Барселона, Шпанија              | 3.                     | Скок мотком            | 4.65 м                 |                        |
| 2011                   | Европско првенство у дворани        | Париз, Француска                | 7.                     | Скок мотком            | 4.50 м                 |                        |
| 2012                   | Европско првенство                  | Хелсинки, Финска                | 7.                     | Скок мотком            | 4.40 м                 |                        |
| 2012                   | Olympic Games                       | Лондон, Уједињено Краљевство    | 6.                     | Скок мотком            | 4.45 м                 |                        |
| 2013                   | Светско првенство                   | Москва, Русија                  | 8.                     | Скок мотком            | 4.55 м                 |                        |
| 2014                   | Европско првенство                  | Цирих, Швајцарска               | 4.                     | Скок мотком            | 4.60 м                 |                        |
| 2015                   | Европско првенство у дворани        | Праг, Чешка Република           | 8.                     | Скок мотком            | 4.55 м                 |                        |
| 2015                   | Светско првенство                   | Пекинг, Кина                    | 12.                    | Скок мотком            | 4.60 м                 |                        |
| 2016                   | Европско првенство                  | Амстердам, Холандија            | 2.                     | Скок мотком            | 4.70 м                 |                        |
| 2016                   | Олимпијске игре                     | Рио де Жанеиро, Бразил          | 10.                    | Скок мотком            | 4.50 м                 |                        |
| 2017                   | Европско првенство у дворани        | Београд, Србија                 | 2.                     | Скок мотком            | 4.75 м                 |                        |
| 2017                   | Светско првенство                   | Лондон, Уједињено Краљевство    | 5.                     | Скок мотком            | 4.65 м                 |                        |
| 2018                   | Светско првенство у дворани         | Бирмингем, Уједињено Краљевство | –                      | Скок мотком            | Без пласмана           |                        |
| 2019                   | Светско првенство                   | Доха, Катар                     | 17.                    | Скок мотком            | 4.50 м                 |                        |